# Petra Hřebíčková
Petra Hřebíčková (nacida el 20 de septiembre de 1979) es una actriz de cine y teatro checa. Su debut cinematográfico fue en la comedia de 2006 Yo serví al rey de Inglaterra. En el escenario actuó durante seis años en el Teatro Municipal de Zlín entre 2003 y 2009, tiempo durante el cual fue nombrada Mejor Actriz de Obra de Teatro en los Premios Thalía 2008. Después de ganar el premio Thalia, apareció en series de televisión y películas, incluidas Kawasaki's Rose (2009) y Men in Hope (2011). Desde 2010 es miembro habitual del teatro del Švandovo divadlo de Praga.

## Carrera
Hřebíčková estudió en la Academia Janáček de Música y Artes Escénicas en Brno, y se graduó en 2002. Tuvo su primer compromiso teatral en Divadlo Polárka en Brno. Luego se unió al Teatro Municipal de Zlín en 2003, su primer papel fue el de princesa en la obra Bajaja de Otomar Dvořák.
Debutó en el cine en 2006, apareciendo en Yo serví al rey de Inglaterra, dirigida por Jiří Menzel. En los Premios Thalia de 2008 ganó la categoría de Mejor Actriz de Obra por su interpretación del papel principal en una producción de Maryša en el Teatro Municipal de Zlín. Meses después de ganar el premio Thalía, Hřebíčková abandonó el Teatro Municipal de Zlín.
En 2009, apareció en la película Kawasaki's Rose, en la que el director Jan Hrebejk mezclaba comedia, drama, complicadas dinámicas familiares y la policía secreta de Checoslovaquia. En 2011, apareció como Alica en Men in Hope de Jiří Vejdělek, una respuesta cómica a Women in Temptation.
Hřebíčková se unió a Švandovo divadlo en Praga en 2010. Fue nominada nuevamente al premio Thalía en 2014, por su papel de Gertrudis en la interpretación de Hamlet en Švandovo divadlo, pero el premio lo ganó Vilma Cibulková.

## Vida personal
En julio de 2015, Hřebíčková dio a luz a un hijo, Šimon, cuyo padre es el actor Matěj Dadák. Hřebíčková se tomó la baja por maternidad en 2015 por el nacimiento de su primer hijo, pero volvió a trabajar apenas dos meses después.

## Filmografía

### Cine
| Año  | Título                        | Papel   |
| ---- | ----------------------------- | ------- |
| 2006 | Yo serví al rey de Inglaterra | Jaruska |
| 2009 | Changes                       | Pareja  |
| 2009 | Kawasaki's Rose               | Radka   |
| 2011 | Men in Hope                   | Alice   |
| 2014 | Intimity                      |         |
| 2016 | Bezva ženská na krku          | Eliška  |
| 2016 | Všetko alebo nič              | Cuñada  |

### Televisión
| Año  | Título              | Papel                | Notas          |
| ---- | ------------------- | -------------------- | -------------- |
| 2009 | Guardian of Souls   | Irena                | 1 episodio     |
| 2009 | Sněžná noc          | Lena                 | Película de TV |
| 2010 | Kriminálka Anděl    |                      | 1 episodio     |
| 2010 | Ulice               | Pavla Rambousková    | 1 episodio     |
| 2011 | 4teens              | Telocvikárka Jezková | 5 episodios    |
| 2012 | Innocent Lies       | Lenka                | 1 episodio     |
| 2012 | Helena              | Klára Brázdová       | 28 episodios   |
| 2013 | Škoda lásky         | Dominika             | 1 episodio     |
| 2014 | Případy 1. oddělení | Andrea Skopcová      | 13 episodios   |
| 2014 | Svatby v Benátkách  | Olga Drozdová        | 79 episodios   |
| 2015 | Přístav             | Olga Pivodová        | 25 episodios   |

### Videojuegos
| Año  | Título   | Papel              | Notas            |
| ---- | -------- | ------------------ | ---------------- |
| 2010 | Mafia II | Francesca Scaletta | Doblaje en checo |